# أكيفا شافر
أكيفا شافر (بالإنجليزية: Akiva Schaffer) (و. 1977  م) هو مخرج أفلام، وكاتب سيناريو، ومنتج أفلام، ومونتير، وكاتب أغاني، وكاتب، وممثل تلفزي، وممثل أفلام أمريكي، ولد في بيركيلي، كاليفورنيا.

## التعليم
تعلم في جامعة كاليفورنيا، سانتا كروز، وثانوية بيركيلي ‏.

## وصلات خارجية
- أكيفا شافر على موقع IMDb (الإنجليزية)
- أكيفا شافر على موقع ميتاكريتيك (الإنجليزية)
- أكيفا شافر على موقع روتن توميتوز (الإنجليزية)
- أكيفا شافر على موقع قاعدة بيانات الأفلام العربية
- أكيفا شافر على موقع ألو سيني (الفرنسية)
- أكيفا شافر على موقع ميوزك برينز (الإنجليزية)
- أكيفا شافر على موقع أول موفي (الإنجليزية)
- أكيفا شافر على موقع بوكس أوفيس موجو (الإنجليزية)
- أكيفا شافر على موقع قاعدة بيانات الأفلام السويدية (السويدية)
- أكيفا شافر على موقع إن إن دي بي (الإنجليزية)